# Юсима (станция, Токио)
Станция Юсима (яп. 湯島駅 юсима эки) — железнодорожная станция на линии Тиёда, расположенная в специальном районе Бункё, Токио. Станция обозначена номером C-13. Была открыта 20-го декабря 1969 года. На станции установлены автоматические платформенные ворота.

## Планировка станции
Одна платформа островного типа и два пути.
| 1 | ○ Линия Тиёда | Отэмати, Омотэсандо, Ёёги-Уэхара, Каракида (Линия Тама)       |
| 2 | ○ Линия Тиёда | Ниси-Ниппори, Кита-Сэндзю, Аясэ, Абико (JR East Линия Дзёбан) |

## Близлежащие станции
| «              |  | Линия       |  | »     |
| -------------- |  | ----------- |  | ----- |
| Син-Отяномидзу |  | Линия Тиёда |  | Нэдзу |